# Aeroporto di Casablanca-Tit Mellil
L'aeroporto di Casablanca-Tit Mellil (in arabo مطار الدار البيضاء تيط مليل‎?; in francese: Aéroport Casablanca Tit Mellil) (ICAO: GMMT) è il secondo aeroporto che serve la città di Casablanca, in Marocco. Si trova a 14 km a est di Casablanca, nei pressi di Tit Mellil.